# Codex Ramírez

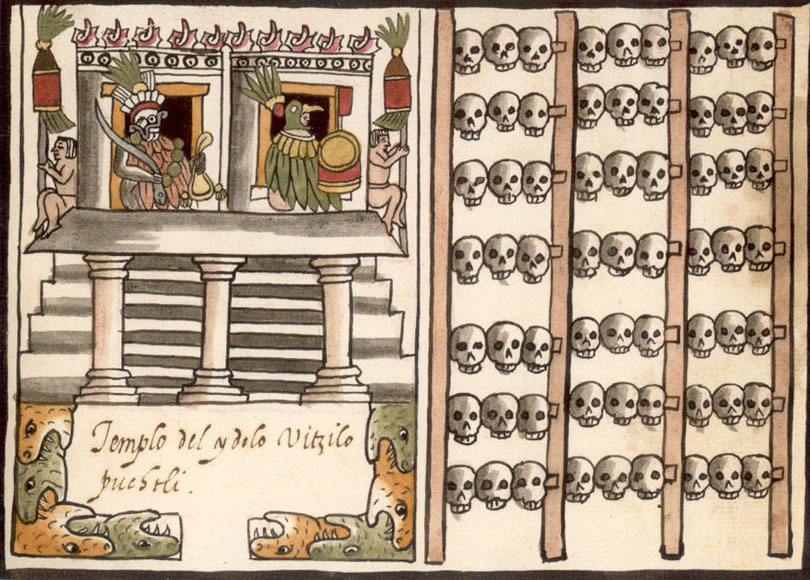
Darstellung eines Tzompantli, flankiert von der eines Huitzilopochtli geweihten Tempels, aus dem Manuskript des Jesuiten Juan de Tovar

Der Codex Ramírez, auch bekannt als Codex Tovar, ist ein handschriftlicher Kodex aus dem späten 16. Jahrhundert, der nach der spanischen Eroberung Mexikos verfasst wurde und den Titel Relación del origen de los indios que hábitan esta Nueva España según sus Historias (= Bericht über die Herkunft der Indianer, die dieses Neuspanien bewohnen, nach ihren Geschichten) trägt.

## Einführung
Der Kodex wird Juan de Tovar zugeschrieben, aber die meisten Wissenschaftler glauben, dass er sich auf eine frühere Quelle in der Sprache Nahuatl stützte, die heute verloren ist. Diese Quelle, die oft als Crónica X (Chronik X) bezeichnet wird, soll von einem oder mehreren christianisierten Azteken kurz nach der Eroberung verfasst worden sein und soll mehrere der frühesten Kodizes nach der Eroberung beeinflusst haben, zum Beispiel den Codex Durán und den Codex Acosta sowie Ramírez.
Der Codex wurde mit traditionellen indigenen Techniken erstellt und besteht aus vier Manuskripten, die die Geschichte der Azteken von ihrer Ankunft im Anáhuac-Tal bis zum Fall von Tenochtitlán erzählen. Er beschreibt auch einige Aspekte der aztekischen Religion.
Der Ramírez-Codex wurde 1856 in der Bibliothek des Convento Grande de San Francisco von dem mexikanischen Historiker José Fernando Ramírez (1804–1871) entdeckt. Es gibt nur noch zwei Exemplare des Manuskripts, eines im Museo Nacional de Antropología in Mexiko-Stadt und das andere in der Privatbibliothek von John Carter Brown, Rhode Island.
Die erste gedruckte Veröffentlichung des Codex Ramírez erfolgte 1847 als Vorwort zur Crónica Mexicayotl, einem Werk von Fernando Alvarado Tezozómoc aus dem Jahr 1598.